# Un été à Osage County
Pour les articles homonymes, voir August: Osage County et Le Temps d'un été.
Pour plus de détails, voir Fiche technique et Distribution.
Un été à Osage County ou Le Temps d'un été au Québec (August: Osage County) est un film dramatique américain réalisé par John Wells et sorti en 2013. C'est une adaptation de la pièce de théâtre August: Osage County de Tracy Letts, qui a aussi écrit le scénario du film.
Il est présenté au Festival international du film de Toronto 2013.

## Synopsis
En Oklahoma, au mois d'août dans le canton d'Osage. Beverly Weston est un poète alcoolique, tandis que sa femme, Violet, souffre d'un cancer de la bouche et d'une accoutumance aux médicaments. Beverly embauche une cuisinière et aide soignante amérindienne pour Violet.
Peu après le recrutement de cette aide domestique, Beverly disparaît, ce qui amène une partie de la famille à se réunir pour le rechercher, mais son corps est retrouvé quelques jours plus tard : il s'est suicidé. Les filles du couple, Barbara, Karen et Ivy, la seule des trois filles qui vit dans la région, viennent à l'enterrement de leur père, accompagnées de leurs familles.
Une série de conflits s'ensuit. Des secrets étouffés vont être révélés, des rancœurs accumulées vont s'exprimer et personne ne sera épargné.

## Fiche technique
- Titre français : Un été à Osage County
- Titre original : August: Osage County
- Réalisation : John Wells
- Scénario : Tracy Letts, d'après sa pièce August: Osage County
- Direction artistique :
- Décors : David Gropman
- Costumes : Cindy Evans
- Photographie : Adriano Goldman
- Son :
- Montage : Stephen Mirrione
- Musique : Gustavo Santaolalla
- Production : George Clooney, Jean Doumanian, Grant Heslov, Steve Traxler et Harvey Weinstein
- Sociétés de production : The Weinstein Company, Smokehouse, Jean Doumanian Productions, Battle Mountain Films et Yucaipa Films
- Société de distribution :  Wild Bunch Distribution
- Pays d’origine :  États-Unis
- Langue originale : anglais
- Format : Couleurs - 35 mm - 2.35:1 - Son Dolby numérique
- Genre : Comédie noire
- Durée : 130 minutes
- Dates de tournage : du 15 octobre au 8 décembre 2012
- Dates de sortie :
  -  Canada : septembre 2013 (festival international du film de Toronto 2013)
  -  États-Unis : 8 novembre 2013
  -  France : 5 février 2014

## Distribution

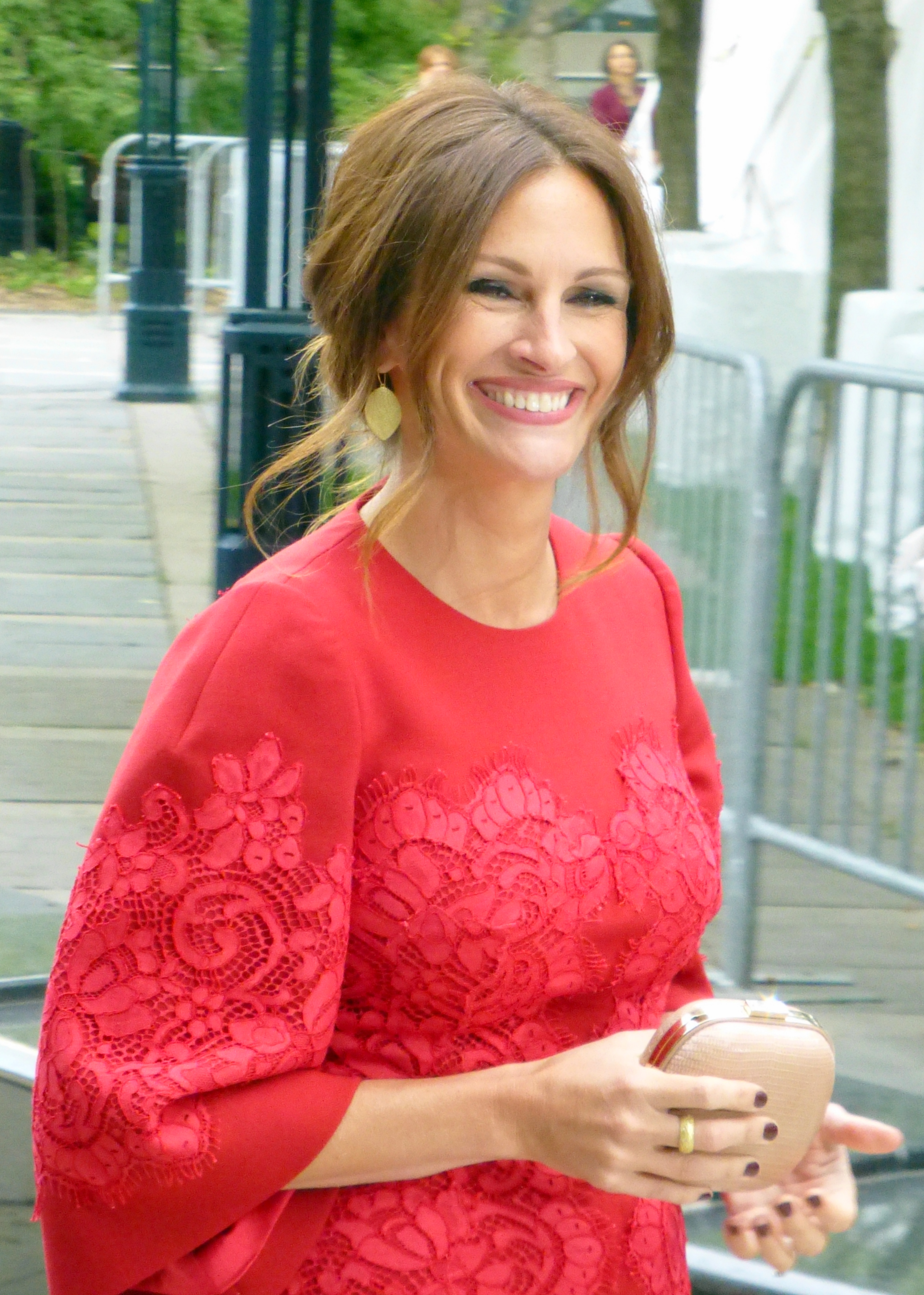
L'actrice Julia Roberts pour la présentation du film au Festival international du film de Toronto 2013.

- Meryl Streep (V. F. : Frédérique Tirmont ; V. Q. : Marie-Andrée Corneille) : Violet Weston
- Julia Roberts (V. F. : Céline Monsarrat ; V. Q. : Mélanie Laberge) : Barbara Weston
- Ewan McGregor (V. F. : Bruno Choël ; V. Q. : François Godin) : Bill Fordham
- Abigail Breslin (V. F. : Sarah Brannens) : Jean Fordham
- Chris Cooper (V. F. : Didier Flamand ; V. Q. : Sébastien Dhavernas) : Charles Aiken
- Benedict Cumberbatch (V. F. : Jean-Christophe Dollé ; V. Q. : Frédéric Paquet) : « Little » Charles Aiken
- Margo Martindale (V. F. : Colette Nucci ; V. Q. : Mireille Thibault) : Mattie Fae Aiken
- Sam Shepard (V. F. : Georges Claisse ; V. Q. : Jean-Marie Moncelet) : Beverly Weston
- Dermot Mulroney (V. F. : Arnaud Bedouët ; V. Q. : Daniel Picard) : Steve Huberbrecht
- Juliette Lewis (V. F. : Anneliese Fromont ; V. Q. : Violette Chauveau) : Karen Weston
- Julianne Nicholson (V. F. : Odile Cohen ; V. Q. : Pascale Montreuil) : Ivy Weston
- Misty Upham (V. F. : Estelle Meyer) : Johnna
- Newell Alexander : Dr Burke

Source et légende : Version française (V. F.) sur le site Alter Ego  (la société de doublage) ; Version québécoise (V. Q.) sur Doublage Québec

## Autour du film
Le film a effectivement été tourné dans le comté d'Osage, à Bartlesville et à Pawhuska.
Les acteurs Jim Carrey et Renée Zellweger ont été un temps pressentis pour jouer respectivement les rôles de Steve et Karen, finalement interprétés par Dermot Mulroney et Juliette Lewis.
Bien que l'action soit censée se dérouler au mois d'août, le film a été tourné à l'automne avec parfois une température de 4 degrés à l'extérieur. Les feuilles des arbres tombées sur la pelouse de la maison furent peintes en vert.

## Distinctions

### Récompenses
- Nevada Film Critics Society Awards 2013 : meilleure actrice pour Meryl Streep, meilleure distribution

- Festival international du film de Palm Springs 2014 : Spotlight Award

### Nominations et sélections
- AFI Fest 2013
- Festival international du film de Toronto 2013 : sélection « Gala Presentations »
- Washington D.C. Area Film Critics Association Awards 2013 :
  - Meilleure actrice pour Meryl Streep
  - Meilleure distribution

- British Academy Film Awards 2014 : meilleure actrice pour Meryl Streep
- Critics' Choice Movie Awards 2014 :
  - Meilleure actrice pour Meryl Streep
  - Meilleure actrice dans un second rôle pour Julia Roberts
  - Meilleure distribution
  - Meilleur scénario adapté pour Tracy Letts
- Golden Globes 2014 : meilleure actrice dans un film musical ou une comédie pour Meryl Streep
- Oscars du cinéma 2014 :
  - Meilleure actrice pour Meryl Streep
  - Meilleure actrice dans un second rôle pour Julia Roberts
- Satellite Awards 2014 :
  - Meilleure actrice pour Meryl Streep
  - Meilleure actrice dans un second rôle pour Julia Roberts
- Screen Actors Guild Awards 2014 :
  - Meilleure actrice pour Meryl Streep
  - Meilleure distribution